# Мак-Минн (округ)
Округ Мак-Минн (англ. McMinn County) располагается в штате Теннесси, США. Официально образован в 1819 году. По состоянию на 2010 год, численность населения составляла 52 266 человек.

## География
По данным Бюро переписи США, общая площадь округа равняется 1118,881 км2, из которых 1113,701 км2 — суша, и 5,180 км2, или 0,450 % — это водоёмы.

## Население
По данным переписи населения 2000 года в округе проживает 49 015 жителей в составе 19 721 домашнего хозяйства и 14 317 семей. Плотность населения составляет 44,00 человека на км2. На территории округа насчитывается 21 626 жилых строений, при плотности застройки около 19,00-ти строений на км2. Расовый состав населения: белые — 92,72 %, афроамериканцы — 4,48 %, коренные американцы (индейцы) — 0,27 %, азиаты — 0,70 %, гавайцы — 0,02 %, представители других рас — 0,75 %, представители двух или более рас — 1,06 %. Испаноязычные составляли 1,80 % населения независимо от расы.
В составе 31,40 % из общего числа домашних хозяйств проживают дети в возрасте до 18 лет, 58,70 % домашних хозяйств представляют собой супружеские пары, проживающие вместе, 10,60 % домашних хозяйств представляют собой одиноких женщин без супруга, 27,40 % домашних хозяйств не имеют отношения к семьям, 24,40 % домашних хозяйств состоят из одного человека, 10,40 % домашних хозяйств состоят из престарелых (65 лет и старше), проживающих в одиночестве. Средний размер домашнего хозяйства составляет 2,45 человека, и средний размер семьи — 2,90 человека.
Возрастной состав округа: 0,00 % — моложе 18 лет, 0,00 % — от 18 до 24, 0,00 % — от 25 до 44, 0,00 % — от 45 до 64, и 0,00 % — от 65 и старше. Средний возраст жителя округа — 38 лет. На каждые 100 женщин приходится 93,40 мужчин. На каждые 100 женщин старше 18 лет приходится 89,80 мужчин.
Средний доход на домохозяйство в округе составлял 31 919 USD, на семью — 38 992 USD. Среднестатистический заработок мужчины был 31 051 USD против 20 524 USD для женщины. Доход на душу населения составлял 16 725 USD. Около 10,90 % семей и 14,50 % общего населения находились ниже черты бедности, в том числе — 18,20 % молодежи (тех, кому ещё не исполнилось 18 лет) и 16,80 % тех, кому было уже больше 65 лет.